# P K Mahanandia
Pradyumna Kumar Mahanandia (n. Dhenkanal, India, 1949) comúnmente conocido como Dr. P.K. Mahanandia o PK, es un artista sueco de origen indio famoso por su viaje de 4 meses y 3 semanas realizado en una bicicleta de segunda mano de Nueva Delhi a Gotemburgo en 1977 para reencontrarse con el amor de su vida Charlotte Von Schedvin.

## Primeros años
P.K. Mahanandia nació en 1949 en el seno de una familia de tejedores Odia, en Kandhapada un pueblo de Athmallik en el distrito de Dhenkanal, Odisha, India. Sus primeros años de educación los recibió en el Instituto Mahendra en Athmallik y continuó sus estudios en la Visva-Bharati University para estudiar arte, a pesar de su ingreso en la escuela de arte, le resultó imposible pagar los costes y tuvo que regresar a su casa. Más tarde entró en el Government College of Art & Craft, Khallikote, Berhampur para estudiar arte. En 1971, para satisfacer su búsqueda del arte entró a estudiar Bellas Artes en el College of Art of Delhi.

## Retrato y encuentro con Charlotte

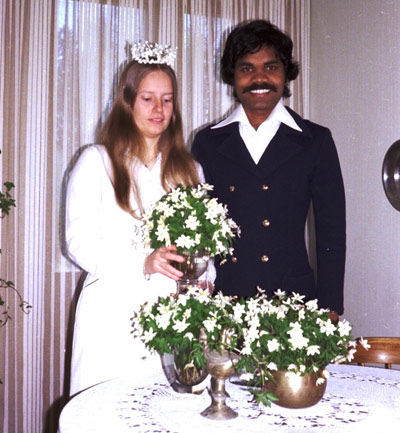
Boda de Pradyumna y Charlotte

Pradyumna cariñosamente llamado PK, era un experto en hacer retratos. Mientras estudió en College of Art of Delhi, se hizo famoso como retratista después de crear el retrato de Indira Gandhi. Pidió permiso a las autoridades para sentarse debajo de la fuente santa en Connaught Place y poder retratar a las personas. Fue aquí donde PK conoció a Charlotte, una estudiante sueca que vivía en Londres y que había llegado a la India después de recorrer en 22 días la distancia desde la Gran Bretaña en una furgoneta. Cuando llegó a la plaza de la fuente acudió a PK para que le hiciera un retrato. En el tiempo que PK estuvo haciendo el retrato, ambos se enamoraron y poco después se casaron. Al poco tiempo, Charlotte tuvo que regresar a Suecia y propuso a Pradyumna que fuera con ella, pero PK decidió que algún día ira él mismo y que allí se reunirían de nuevo.
Después de que ella marchara, siguieron manteniendo el contacto a través de carta. En 1977, PK inició un viaje que duró 4 meses y 3 semanas, donde, con una bicicleta de segunda mano, se propuso cruzar el continente y llegar hasta Gotemburgo para reunirse con su amada Charlotte. El día 28 de mayo de 1977 llegaba por primera vez a Suecia, donde después de mucho esfuerzo consiguió encontrarse con Charlotte.

## Años posteriores
PK Y Lotta (nombre que usaba PK para referirse a Charlotte) se casaron de nuevo en 1979. En los años posteriores, tuvieron un hijo al que llamaron Siddharth (Karle) y una hija a la que llamaron Emelie. Actualmente viven en la ciudad natal de Charlotte, Borås.

## Reconocimiento
Pradyumna es un artista reconocido en Suecia. Actualmente trabaja como asesor de Arte y Cultura para el Gobierno sueco. El Gobierno sueco en honor a su historia de amor ha hecho una película para documentar este amor inmortal. Sus pinturas han sido expuestas en varias ciudades del mundo. El 4 de enero de 2012, se le otorgó el doctorado con honores (Grado de Honoris Causa) por la Utkal Universidad de Cultura (UUC) de Bhubaneshwar, Odisha, India. También se le ha designado como embajador de la cultura Oriya por el Gobierno de Odisha. El conocido director de Bollywood Sanjay Leela Bhansali está planeando hacer una película sobre la historia de amor de PK Mahanandia y Charlotte.